# VTune
VTune Profiler (anteriormente VTune Amplifier ) es una herramienta de análisis de rendimiento para máquinas basadas en x86 que ejecutan sistemas operativos Linux o Microsoft Windows. Muchas funciones funcionan en hardware Intel y AMD, pero el muestreo avanzado basado en hardware requiere una CPU fabricada por Intel.
VTune está disponible de forma gratuita como herramienta independiente o como parte de Intel oneAPI Base Toolkit. El soporte prioritario de pago opcional está disponible para el kit de herramientas básico de oneAPI.

## Características
Idiomas
C, C++, Data Parallel C++ (DPC++), C#, Fortran, Java, Python, Go, OpenCL, ensamblaje y cualquier combinación. También se pueden perfilar otros idiomas nativos que siguen estándares.
Perfiles
Los perfiles incluyen algoritmo, microarquitectura, paralelismo, E/S, sistema, aceleración térmica y aceleradores (GPU y FPGA).
Local, Remoto, Servidor
VTune admite perfiles de rendimiento locales y remotos. Puede ejecutarse como una aplicación con una interfaz gráfica, como una línea de comandos o como un servidor al que pueden acceder varios usuarios a través de un navegador web.